# Wosau (przystanek kolejowy)
Wosau (biał. Восаў, ros. Осов) – przystanek kolejowy w miejscowości Wosau, w rejonie chojnickim, w obwodzie homelskim, na Białorusi. Leży na linii Wasilewicze - Chojniki.